# Édouard Frederic Wilhelm Richter
Pour les articles homonymes, voir Richter.
Édouard Frédéric Wilhelm Richter, né le 13 juin 1844 à Paris où il est mort le 4 mars 1913, est un artiste peintre orientaliste français.

## Biographie
Sa mère était hollandaise et il commença ses études à l’académie des beaux-arts de La Haye avant d’entrer à l’académie des beaux-arts de Paris où il fut l’étudiant d’Ernest Hébert et de Léon Bonnat. Sa première exposition se déroula en 1866. Il est surtout connu pour ses peintures orientalistes.

## Œuvres
- Gray (Haute-Saône), musée Baron-Martin :
  - Salomé et Herodiade, huile sur toile, 220 x 155 cm ;
  - Messaline, huile sur toile, 176 x 200 cm.

## Galerie

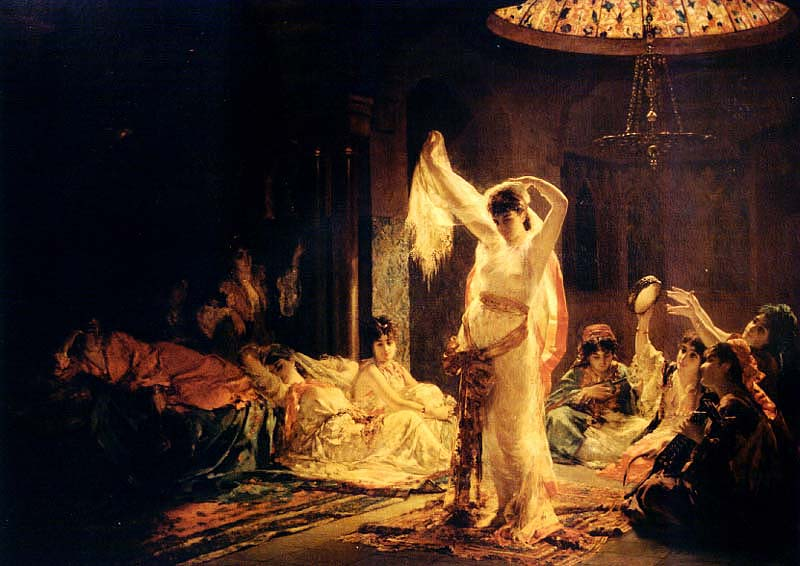
Le Divertissement du Sultan, 1900.
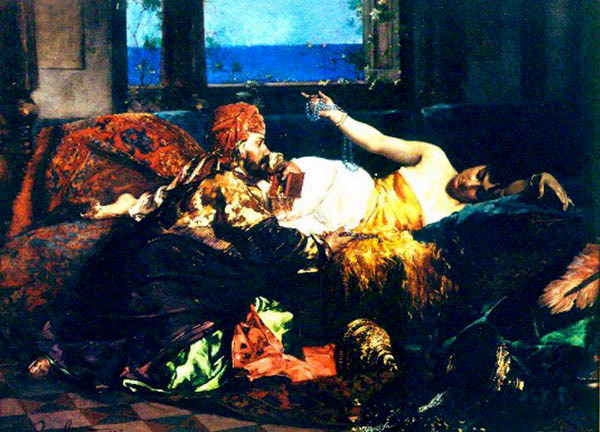
La Favorite du Sultan.
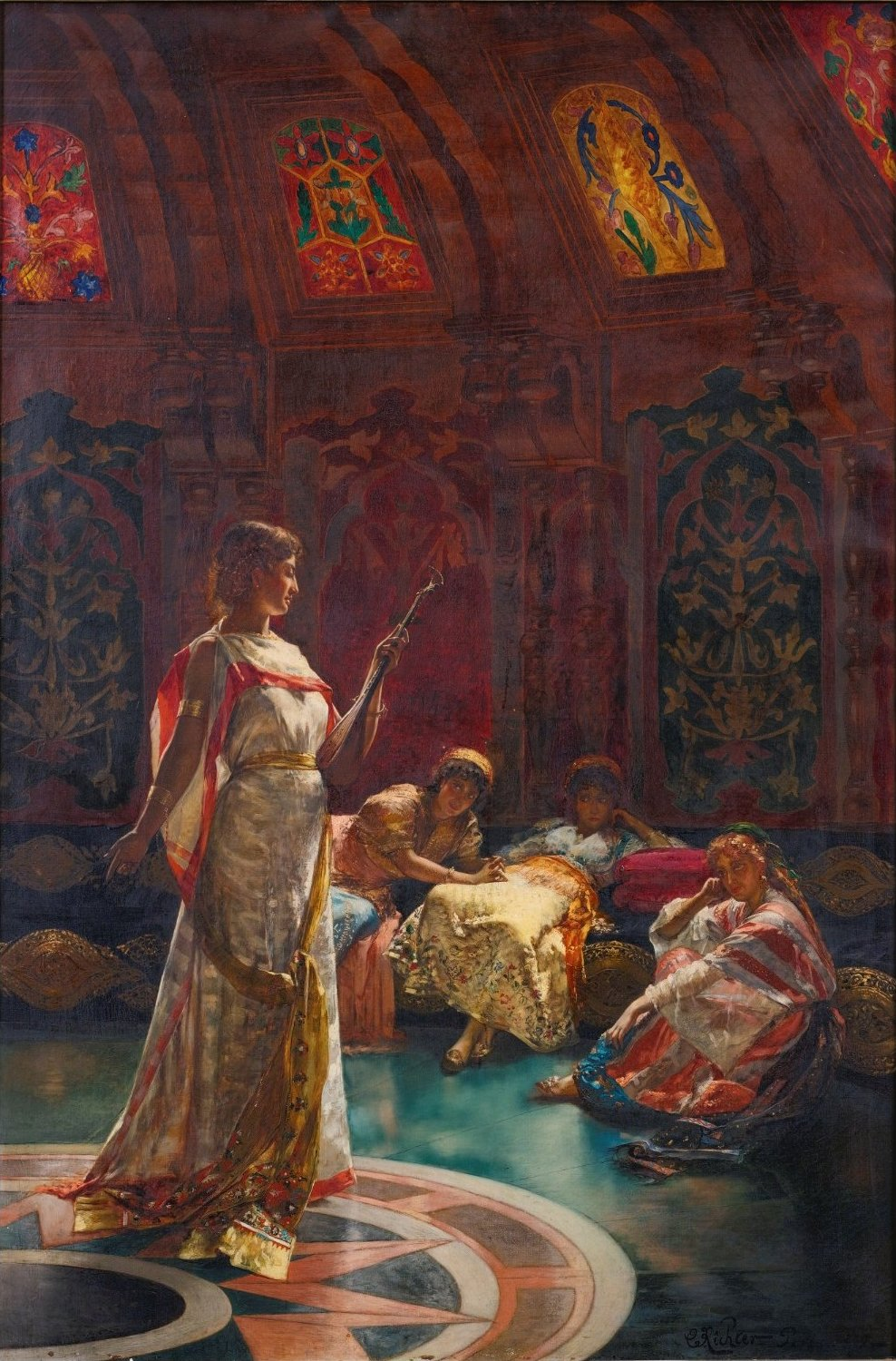
Les Quatre Rivales, 1879.
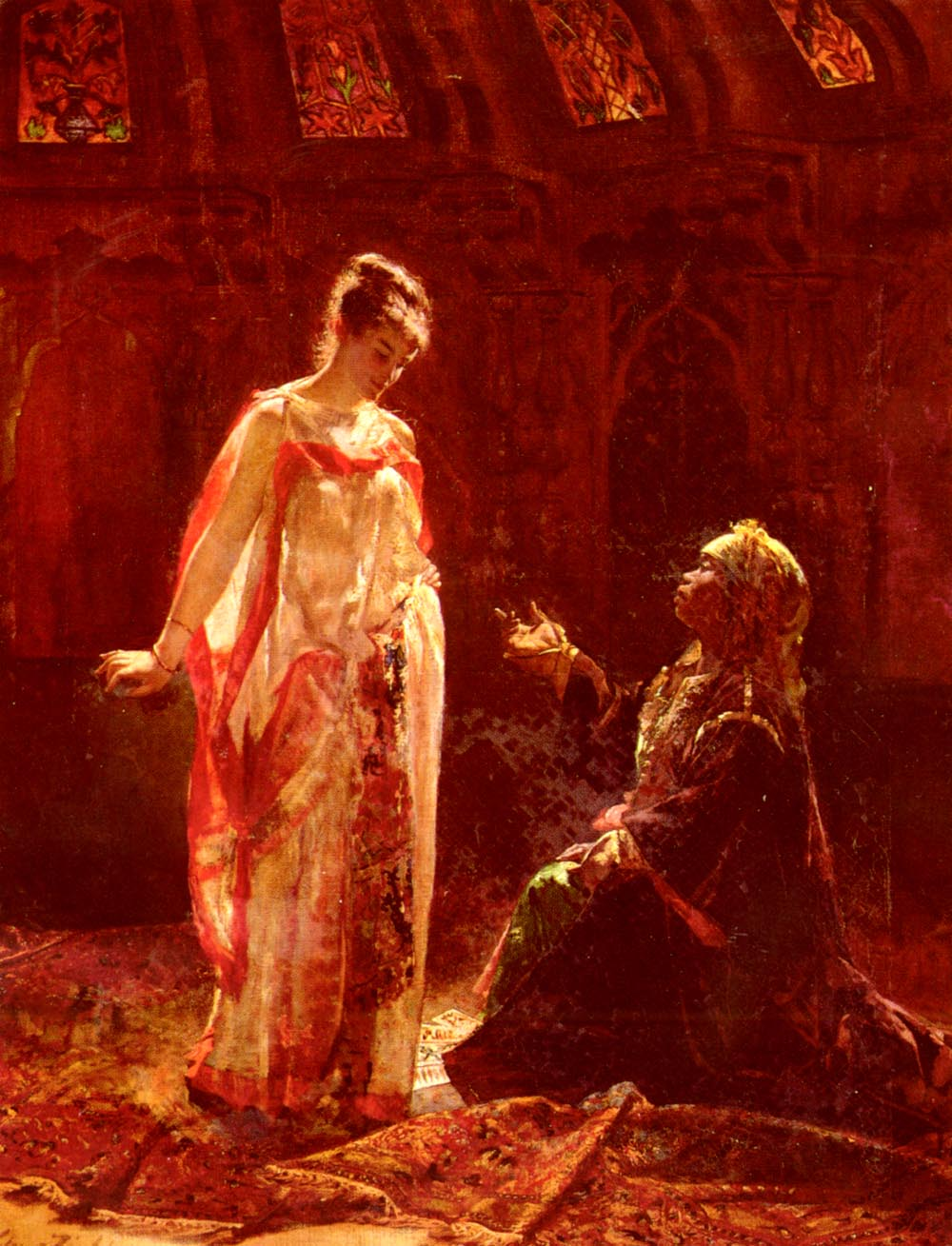
La Diseuse de bonne aventure.
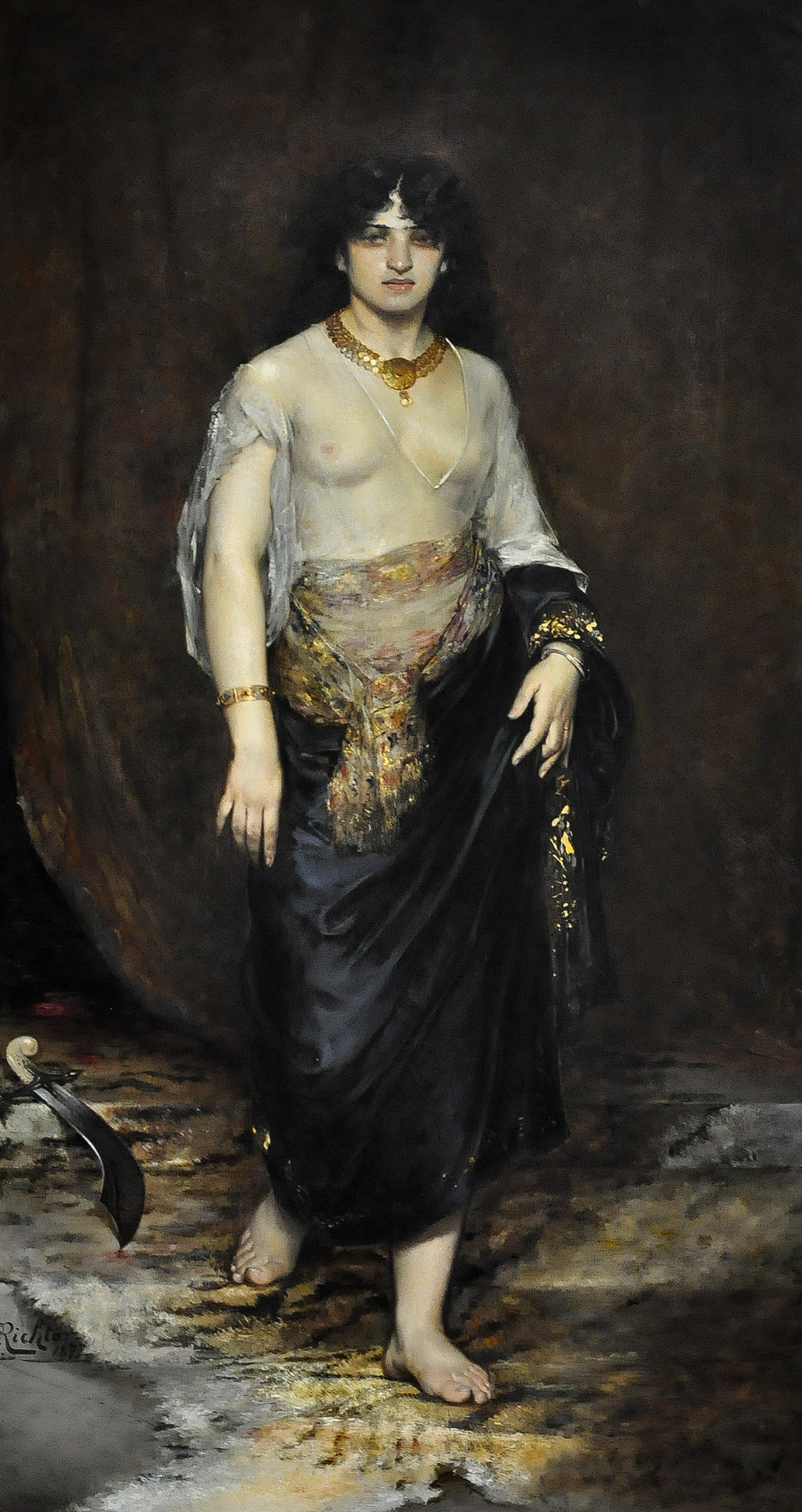
Judith